# 澳大利亚农业未来
澳大利亚农业未来（英語：AgriFutures Australia），原名农村产业研究开发公司（英語：Rural Industries Research and Development Corporation，缩写为RIRDC），是澳大利亚政府于1990年成立的一家法定公司，旨在资助澳大利亚农村产业的研究開發。